# Guy Mitchell
Guy Mitchell (bürgerliche Name Albert Georg Cernik; * 22. Februar 1927 in Detroit; † 1. Juli 1999 in Las Vegas) war ein US-amerikanischer Popsänger und Filmschauspieler. Ihm gelangen in den 1950er Jahren fünf Nummer-Eins-Titel in den Hitparaden der USA und Großbritanniens.

## Leben
Der unter dem Namen Albert Georg Cernik geborene Sohn jugoslawischer Einwanderer kam schon früh mit der Unterhaltungsindustrie in Berührung. Mit elf Jahren zog seine Familie nach Los Angeles, wo Warner Brothers ihn als Kinderschauspieler verpflichtete. Bis auf gelegentliche Auftritte beim lokalen Radiosender KFWB blieb seine damalige Karriere jedoch erfolglos und die Familie zog weiter nach San Francisco. Nach seiner Schulzeit arbeitete er bei einem Sattler in der Nähe des San Joaquin Valley und sang nebenher, so oft er auftreten konnte, bei einer Country-Band. Ab 1944 leistete er zwei Jahre Wehrdienst bei der United States Navy, musste aber nicht mehr in den Krieg ziehen.

## Karriere
Zurück im Zivilleben, wurde Cernik 1946 bis 1947 Sänger bei der Big Band von Carmen Cavallaro, mit der er 1947 auch bei einigen Plattenaufnahmen für Decca Records dabei war. Bald darauf zog er nach New York, veröffentlichte auf dem kleinen King-Label einige Songs unter dem Pseudonym Al Grant und gewann 1950 den von Arthur Godfrey moderierten Nachwuchswettbewerb Arthur Godfrey’s Talent Scouts. Dort entdeckte ihn Mitch Miller von Columbia Records, der den jungen Mann verpflichtete und ihm den Künstlernamen Guy Mitchell gab – angeblich mit der Begründung „My name is Mitchell and you seem a nice guy, so we'll call you Guy Mitchell.“
Bereits 1951 hatte er seinen ersten großen Erfolg (etwa 2 Millionen verkaufte Singles) mit My Heart Cries for You, welcher der erste einer Reihe von Hits mit über einer Million verkauften Kopien war. Es folgten weitere Erfolge wie "The Roving Kind (1951), My Truly Truly Fair (1952), Pittsburgh, Pennsylvania (1952), She Wears Red Feathers, Rock-a-Billy (beide Nr. 1 in Großbritannien) und sein größter Erfolg beiderseits des Atlantik, Singing the Blues (von Melvin Endsley geschrieben), der Ende 1956 bis Anfang 1957 acht Wochen lang an der Spitze der US-Hitparade stand, erneut auch in Großbritannien einen Nr.1-Hit für Mitchell brachte und sogar in den Bravo-Jahrescharts 1957 in die Top 10 gewählt wurde. Sein letzter Millionenhit gelang ihm 1959, mit dem von Harlan Howard geschriebenen, Heartaches by the Number, das in der Coverversion von Peter Alexander unter dem Titel Ich zähle täglich meine Sorgen auch in Deutschland ein großer Erfolg wurde.
Obwohl er durchaus ein typischer Vertreter des „weißen Unterhaltungs-Mainstreams“ der 1950er Jahre war, zeichneten sich zahlreiche seiner Songs doch durch einen rockigen, flotten Rhythmus aus (etwa bei Rock-a-Billy) oder swingten regelrecht (wie beispielsweise, ganz unvermutet angesichts des Titels, in Singing the Blues). 1952 und 1956 tourte er auch durch England, wo er mindestens so populär war wie in den Vereinigten Staaten, und kehrte dorthin auch ein Jahrzehnt später und erneut ab den 1970ern mehrmals zurück. In den britischen Charts hatte er vier Nummer-1-Hits (außer den oben genannten auch Look at that Girl), dreimal erreichte er dort Platz 2 (Feet Up, Pretty Little Black Eyed Susie und Cloud Lucky Seven) und stand mit vier weiteren Titeln in den Top Ten (Chicka Boom, Cuff of My Shirt, A Dime and a Dollar sowie Knee Deep in the Blues); zwischen 1952 und 1960 waren seine Platten insgesamt 164 Wochen lang in den Top Twenty des New Musical Express verzeichnet.
Vom 6. März 1957 bis zum 13. Januar 1958 moderierte Mitchell die The Guy Mitchell Show, eine wöchentliche Fernsehshow, in welcher verschiedene Musik und Sketch-Vorführungen gezeigt wurden. Während der 1950er war er zudem immer wieder in Kinofilmen zu sehen, meist Komödien oder Western, unter anderem an der Seite von Rosemary Clooney. Sein Filmdebüt hatte er 1953 im 3D-Film Those Redheads from Seattle, in welchem er an der Seite von Teresa Brewer den Johnny Mercer Song I Guess It Was You All the Time sang. 1954 folgte eine Rolle im Western Red Garters.
Musikalisch endete seine erfolgreichste Zeit 1962 als ihn Columbia Records entließ, da sein Musikstil aus der Mode kam. Die neue Generation von Musikkonsumenten in den USA wie in Großbritannien interessierte sich für Rhythm and Blues, Beatmusik, Doo-wop und Soul, aber kaum noch für die Musik eines Mittdreißigers, der für sie oft die „schnulzigen 50er“ verkörperte. In den folgenden Jahren veröffentlichte er zwar noch Lieder mit Plattenfirmen wie Reprise Records und Starday, es war ihm jedoch nicht möglich an den Erfolg der 1950er anzuknöpfen. Zusätzlich wurde seine Karriere auch von Krankheit und Alkoholismus gedämpft. In den nächsten zwei Jahrzehnten hatte Mitchell weiterhin Auftritte im Vereinigten Königreich und Australien und er spielte 1990 er in der Dramedy-Serie Your Cheatin' Heart.
Insgesamt soll Guy Mitchell, der sich ab Mitte der 1960er ganz auf C&W-Songs konzentrierte und dabei mit seiner 1967 veröffentlichten LP Traveling Shoes noch einmal nennenswerte Verkaufszahlen erreichte, weltweit rund 40 Mio. Schallplatten abgesetzt haben. Einer der Sterne auf dem Hollywood Walk of Fame trägt seinen Namen.
Nach seiner Karriere lebte Guy Mitchell mit seiner Frau Betty in Las Vegas; dort starb er, 72-jährig, nach einer Operation.

## Diskografie

### Alben (US)
- 1952: Songs of the Open Spaces
- 1954: Red Garters
- 1958: A Guy in Love
- 1958: Guy’s Greatest Hits
- 1959: Sincerely Yours (enthält seine frühen Aufnahmen bei King Records)
- 1960: Sunshine Guitar
- 1967: Traveling Shoes
- 1968: Singin’ up a Storm

### Alben (UK)
- 1954: Guy Mitchell Sings
- 1955: Voice of Your Choice
- 1958: A Guy in Love
- 1958: Showcase of Hits
- 1961: Sunshine Guitar
- 1966: The Best of Guy Mitchell
- 1968: Traveling Shoes

### Singles
| Jahr | Titel Album                         | Höchstplatzierung, Gesamtwochen/‑monate, AuszeichnungChartplatzierungen (Jahr, Titel, Album, Platzierungen, Wochen/Monate, Auszeichnungen, Anmerkungen) | Höchstplatzierung, Gesamtwochen/‑monate, AuszeichnungChartplatzierungen (Jahr, Titel, Album, Platzierungen, Wochen/Monate, Auszeichnungen, Anmerkungen) | Höchstplatzierung, Gesamtwochen/‑monate, AuszeichnungChartplatzierungen (Jahr, Titel, Album, Platzierungen, Wochen/Monate, Auszeichnungen, Anmerkungen) | Anmerkungen |
| Jahr | Titel Album                         | DE | UK | US | Anmerkungen |
| ---- | ----------------------------------- | --- | --- | --- | ----------- |
| 1950 | My Heart Cries for You –            | — | — | US2 (21 Wo.)US |             |
| 1950 | The Roving Kind –                   | — | — | US4 (18 Wo.)US |             |
| 1951 | Sparrow In the Tree Top –           | — | — | US9 (12 Wo.)US |             |
| 1951 | You’re Just In Love –               | — | — | US29 (2 Wo.)US |             |
| 1951 | Unless –                            | — | — | US7 (11 Wo.)US |             |
| 1951 | My Truly Truly Fair –               | — | — | US5 (19 Wo.)US |             |
| 1951 | Belle Belle My Liberty Belle –      | — | — | US11 (9 Wo.)US |             |
| 1952 | Pittsburgh, Pennsylvania –          | — | — | US6 (17 Wo.)US |             |
| 1952 | Feet Up –                           | — | UK2 (10 Wo.)UK | US24 (5 Wo.)US |             |
| 1952 | That’s A Why –                      | — | — | US26 (2 Wo.)US |             |
| 1953 | She Wears Red Feathers –            | — | UK1 (16 Wo.)UK | — |             |
| 1953 | Pretty Little Black Eyed Susie –    | — | UK2 (11 Wo.)UK | — |             |
| 1953 | Look At That Girl –                 | — | UK1 (14 Wo.)UK | — |             |
| 1953 | Chicka Boom –                       | — | UK4 (15 Wo.)UK | — |             |
| 1953 | Cloud Lucky Seven –                 | — | UK2 (16 Wo.)UK | — |             |
| 1954 | The Cuff Of My Shirt –              | — | UK9 (3 Wo.)UK | — |             |
| 1954 | Sippin’ Soda –                      | — | UK11 (1 Wo.)UK | — |             |
| 1954 | A Dime And A Dollar –               | — | UK8 (5 Wo.)UK | — |             |
| 1956 | Ninety Nine Years (Dead Or Alive) – | — | — | US23 (11 Wo.)US |             |
| 1956 | Singing The Blues –                 | DE3 (5 Mt.)DE | UK1 (22 Wo.)UK | US1 (26 Wo.)US |             |
| 1956 | Crazy With Love –                   | — | — | US53 (14 Wo.)US |             |
| 1957 | Knee Deep In The Blues –            | — | UK3 (12 Wo.)UK | US16 (12 Wo.)US |             |
| 1957 | Take Me Back Baby –                 | — | — | US47 (7 Wo.)US |             |
| 1957 | Rock-A-Billy –                      | — | UK1 (14 Wo.)UK | US13 (17 Wo.)US |             |
| 1957 | Sweet Stuff –                       | — | UK25 (4 Wo.)UK | US83 (1 Wo.)US |             |
| 1957 | Call Rosie On The Phone –           | — | UK17 (6 Wo.)UK | — |             |
| 1959 | Heartaches by the Number –          | DE2 (6 Mt.)DE | UK5 (16 Wo.)UK | US1 (20 Wo.)US |             |
| 1960 | The Same Old Me –                   | — | — | US51 (6 Wo.)US |             |
| 1960 | My Shoes Keep Walking Back To You – | — | — | US45 (10 Wo.)US |             |

grau schraffiert: keine Chartdaten aus diesem Jahr verfügbar
Weitere Singles
- 1951: My Heart Cries for You
- 1951: My Truly Truly Fair
- 1951: Belle, Belle, My Liberty Belle
- 1951: Sparrow in the Tree Top
- 1951: The Roving Kind
- 1951: Unless
- 1952: Pittsburgh, Pennsylvania
- 1960: Same Old Me

## Filmografie
- Those Redheads from Seattle (1953, Paramount)
- Red Garters (1954, Paramount)
- Mirth and Melody (1956, Universal)
- The Young Guns (1956, Allied Artists)
- Alias Jesse James (1959, United Artists)
- The Wild Westerners (1962, Columbia)